# Jamal Abdi Dirieh
Jamal Abdi Dirieh (* 1. Januar 1997) ist ein dschibutischer Leichtathlet, der sich auf den Langstreckenlauf spezialisiert hat.

## Sportliche Laufbahn
Jamal Abdi Dirieh qualifizierte sich 2014 für die Afrikameisterschaften in Marrakesch und trat damit bei seinen ersten internationalen Meisterschaften an. Mit einer Zeit von 14:15,78 min belegte er den elften Platz. 2016 trat er im Mai in Algerien bei den Arabischen Juniorenmeisterschaften an und gewann über 5000 und über 10.000 Meter die Goldmedaille. Später im Juli startete er über 5000 Meter bei den U20-Weltmeisterschaften in Bydgoszcz und konnte mit Bestzeit von 13:21,50 min die Silbermedaille gewinnen. 2017 gewann er Silber über 5000 Meter bei den Arabischen Meisterschaften in Tunesien. Nur ein paar Tage später lief er in Belgien persönliche Bestzeit von 13:13,45 min und stellte damit einen neuen Nationalrekord Dschibutis auf. Damit war er für die Weltmeisterschaften in London qualifiziert, bei denen er im August an den Start ging. Dort verpasste er als Zwölfter im zeitschnelleren Vorlaufes den Einzug in das Finale. 2018 lief Dirieh im Februar in Karlsruhe eine Zeit von 7:45,96 min über 3000 Meter. Damit war er für die Hallenweltmeisterschaften qualifiziert, konnte dort Anfang März allerdings nicht an den Start gehen. Im März 2019 lief er im spanischen Azpeitia Bestzeit von 1:03:46 h im Halbmarathon, womit er dort den siebten Platz belegte. Ende August trat er in Rabat bei den Afrikaspielen an und belegte im 5000-Meter-Lauf den 14. Platz. Es blieb seine bislang letzte Teilnahme an internationalen Meisterschaften. 2021 belegte er im März den fünften Platz beim Halbmarathon der Hauptstadt seines Heimatlandes.

## Wichtige Wettbewerbe
| Jahr                  | Veranstaltung             | Ort                   | Platz                 | Disziplin             | Zeit                  |
| Startet für Dschibuti | Startet für Dschibuti     | Startet für Dschibuti | Startet für Dschibuti | Startet für Dschibuti | Startet für Dschibuti |
| --------------------- | ------------------------- | --------------------- | --------------------- | --------------------- | --------------------- |
| 2014                  | Afrikameisterschaften     | Marrakesch            | 11.                   | 5000 m                | 14:15,78 min          |
| 2016                  | U20-Weltmeisterschaften   | Bydgoszcz             | 2.                    | 5000 m                | 13:21,50 min          |
| 2017                  | Weltmeisterschaften       | London                | 17.                   | 5000 m                | 13:28,98 min          |
| 2018                  | Hallenweltmeisterschaften | Birmingham            |                       | 3000 m                | DNS                   |
| 2019                  | Afrikaspiele              | Rabat                 | 14.                   | 5000 m                | 13:58,29 min          |

## Persönliche Bestleistungen
Freiluft
- 3000 m: 7:47,95 min, 9. Juli 2019, Székesfehérvár
- 5000 m: 13:13,45 min, 22. Juli 2017, Heusden-Zolder, (dschibutischer Rekord)
- 10.000 m: 30:07,47 min, 5. Mai 2016, Tlemcen
- Halbmarathon: 1:01:35 h, 13. März 2022, Gent

Halle
- 3000 m: 7:45,96 min, 3. Februar 2018, Karlsruhe